# Sophta rimosa
Sophta rimosa là một loài bướm đêm trong họ Noctuidae.